# Michael Willoughby (11e baron Middleton)
Michael Guy Percival Willoughby, 11e baron Middleton (21 octobre 1887 - 16 novembre 1970), est un pair britannique et un militaire.

## Biographie
Willoughby est le deuxième fils de Godfrey Willoughby, 10e baron Middleton, et fait ses études au Wellington College et à l'Académie royale militaire de Sandhurst.
En 1936, Willoughby est nommé Lord-lieutenant du East Riding of Yorkshire. À partir de 1931, il est président du University College de Hull (plus tard l'Université de Hull) et en est le premier chancelier de 1954 à 1970.

## Carrière militaire
Diplômé du Collège militaire royal le 9 octobre 1907, Willoughby est nommé sous-lieutenant dans le South Lancashire Regiment (The Prince of Wales's Volunteers). Il est transféré au 17e Lancers le 26 octobre 1907 et le 26 octobre 1909 au 10e duc de Cambridge's Own Lancers (Hodson's Horse) de l'armée indienne. Il est promu lieutenant le 9 janvier 1910.
Willoughby est stationné en Inde au déclenchement de la Première Guerre mondiale, le régiment n'ayant pas été choisi pour aller outre-mer, mais en mars 1915, il est envoyé en Mésopotamie attaché à la 16e de cavalerie, promu capitaine par intérim le 1er juin 1915 et capitaine provisoire le 1er septembre 1915. Il sert également comme officier de mitrailleuse de la 6e brigade de cavalerie de janvier à juin 1916 avant de retourner dans la 16e de cavalerie. En juillet 1916, il est attaché à la 12e cavalerie jusqu'en août, date à laquelle il retourne en Inde pour reprendre le dépôt du 10e duc de Cambridge's Own Lancers (Hodson's Horse) à Multan, ce régiment étant maintenant sélectionné pour le service actif. Pour son service en Mésopotamie, il reçoit la Croix militaire  et est mentionné dans les dépêches trois fois. À Multan, il dirige deux escadrons de grattage du régiment lors de l'expédition punitive de Marri entre mars et avril 1918 et est nommé commandant par intérim commandant le dépôt du 28 janvier au 12 août 1918. Il est relevé du commandement du dépôt en août 1918. Il est à nouveau major par intérim alors qu'il est commandant en second d'un régiment du 26 octobre 1918 au 11 février 1919 et promu major de brevet le 3 juin 1919 et le major du 9 octobre 1922.
Willoughby quitte sa commission le 1er novembre 1923. Son frère aîné est tué à la bataille du Jutland en 1916 et ainsi à la mort de son père en 1924, Willoughby hérite de la baronnie.
Lord Middleton gravit les échelons et s'associe aux régiments territoriaux du Yorkshire de l'Est. Il rejoint les Green Howards comme lieutenant-colonel et est promu colonel en 1928. Il commande les 5e et 30e bataillons de l'East Yorkshire Regiment pendant la Seconde Guerre mondiale.

## Mariage et enfants
Le 28 avril 1920, Lord Middleton épouse Angela Florence Alfreda Hall, fille de Charles Hall, d'Eddlethorpe. Le couple a quatre enfants:
- Michael Willoughby (12e baron Middleton), (né le 1er mai 1921, décédé le 27 mai 2011)
- Angela Hermione Ida Willoughby (née le 5 mai 1924)
- Jean Elizabeth Mary Willoughby (née le 26 janvier 1928, décédée le 11 novembre 2008), épouse Fergus Matheson, 7e baronnet.
- Henry Ernest Christopher Willoughby (né le 12 juin 1932, décédé le 12 juillet 2009)

En 1957, Lord Middleton est nommé Chevalier de la Jarretière (KG). À sa mort en 1970, sa baronnie passe à son fils aîné.